# Мур ам Зе
Мур ам Зе (њем. Muhr am See) општина је у њемачкој савезној држави Баварска. Једно је од 27 општинских средишта округа Вајсенбург-Гунценхаузен. Према процјени из 2010. у општини је живјело 2.227 становника. Посједује регионалну шифру (AGS) 9577114.

## Географски и демографски подаци
Мур ам Зе се налази у савезној држави Баварска у округу Вајсенбург-Гунценхаузен. Општина се налази на надморској висини од 417 метара. Површина општине износи 11,0 km². У самом мјесту је, према процјени из 2010. године, живјело 2.227 становника. Просјечна густина становништва износи 203 становника/km².